# Idioctis marovo
Idioctis marovo is een spinnensoort uit de familie Barychelidae. De soort komt voor op de Salomonseilanden.